# Villeneuve-Renneville-Chevigny

Villeneuve-Renneville-Chevigny este o comună în departamentul Marne, Franța. În 2009 avea o populație de 307 de locuitori.